# Demodikose der Katze
Die Demodikose der Katze ist eine durch die übermäßige Vermehrung der Haarbalgmilben Demodex cati oder Demodex gatoi hervorgerufene, parasitäre Hauterkrankung der Hauskatze. Sie kann örtlich begrenzt oder am ganzen Körper auftreten. Der Demodex-cati-Befall kann sich in vielen Hautveränderungen äußern: Rötung, Haarausfall, Schuppung, Papeln, Pusteln, Geschwüre. Der Befall mit Demodex-gatoi ist dagegen meist durch Juckreiz mit Haarausfall durch Belecken gekennzeichnet. Die Krankheit wird durch den mikroskopischen Nachweis der Milben festgestellt. Die Behandlung erfolgt mit milbenwirksamen Medikamenten.

## Klinisches Bild

### Infektion mitDemodex cati
Die Infektion Demodex cati tritt meist lokal auf und verläuft zumeist ohne Juckreiz. Es können zahlreiche Effloreszenzen wie Rötung, Haarausfall, Schuppung, Papeln, Pusteln oder Geschwüre auftreten. Eine Ausbreitung auf den ganzen Körper (Generalisierung) ist bei älteren Tieren zumeist nur bei anderen Grunderkrankungen wie Diabetes mellitus, Cushing-Syndrom, Katzenleukämie oder Immundefizienzsyndrom der Katzen zu beobachten.

### Infektion mitDemodex gatoi
Demodex gatoi besiedelt eher die oberflächliche Hornschicht der Oberhaut und ruft vor allem Juckreiz und damit einen gesteigerten Putztrieb hervor. Hautveränderungen sind selten, die Erkrankung muss daher vor allem vom psychisch bedingtem Haarausfall abgegrenzt werden. Durch den Juckreiz können aber durch das intensive Belecken auch selbstverursachte Hautveränderungen aller Art auftreten. Im Gegensatz zur Infektion mit D. cati ist die Infektion mit D. gatoi als ansteckende Infektionskrankheit zu betrachten. Sie wird bei Tieren beobachtet, die auf Kontakt zu anderen Katzen haben (Ausstellungstiere, Tierheime), in Mehrkatzenhaushalten sind meist alle Tiere betroffen.

## Diagnose
Die Diagnose erfolgt durch den mikroskopischen Nachweis der Milben. Bei Verdacht auf Demodex cati ist ein tiefes Hautgeschabsel, bei Demodex gatoi ein oberflächliches Hautgeschabsel oder ein Klebestreifenabklatsch erforderlich. Demodex gatoi kann auch in Kotuntersuchungen nachgewiesen werden, da die Milben beim Putzen durch die Katze oral aufgenommen werden.

## Therapie
Eine Demodikose kann spontan, also auch ohne Behandlung ausheilen. Bei generalisierter Demodex-cati-Infektion ist, wenn möglich die Grunderkrankung zu behandeln.
Die Badung mit 2%iger Schwefelkalklösung ist Mittel der Wahl bei Demodex gatoi. Bei Demodex cati müssen zusätzlich Avermectine wie Doramectin oder Ivermectin eingesetzt werden, allerdings gibt es keine für diese Indikation zugelassenen Präparate für Katzen. Gleiches gilt für den Einsatz von Isoxazolinen, von denen Fluralaner bereits erfolgreich eingesetzt wurde.